# Attacco al potere (film 1998)
Attacco al potere (The Siege) è un film del 1998 diretto da Edward Zwick.

## Trama
Anthony "Hub" Hubbard è un agente dell'FBI di New York, coadiuvato dal suo amico e collega Frank Haddad. Hub indaga su una strana simulazione di attentato a bordo di un bus di linea della città, a seguito del quale, in una misteriosa telefonata, si richiede la liberazione di uno sceicco arabo, Ahmed Bin Talal, capo di un'organizzazione di integralisti islamici, sequestrato in circostanze misteriose. Le prime indagini portano al fermo di alcune persone, fra le quali Elise Kraft, una donna che risulterà poi essere un agente segreto della CIA (con il vero nome di Sharon Bridger) che tempo prima aveva collaborato all'addestramento e al finanziamento, protetta dall'alto, di un gruppo di militanti islamisti iracheni oppositori del regime del loro paese, che erano guidati proprio dallo sceicco Bin Talal.
In seguito, alcuni terroristi suicidi fanno saltare in aria un altro bus di linea e, successivamente, un teatro in pieno centro, causando decine e decine di vittime. Le indagini di Hub lo portano dapprima a un uomo di nazionalità palestinese, Samir; poi Hub si imbatte nel generale William Devereaux, capo dell'esercito, un oscuro individuo che non cela per nulla il suo desiderio di potere e che, a una precisa domanda se egli sia a conoscenza o meno del sequestro dello sceicco, nega categoricamente pur essendone in realtà sia l'ideatore sia il mandante.
Poco dopo, un nuovo attentato sconvolge la città: un furgone carico di esplosivo, guidato da un altro attentatore suicida, distrugge completamente l'edificio dove si trova la sede dei federali, causando oltre 600 vittime. A questo punto entra in gioco Devereaux con il suo esercito. Ottenendo dal presidente la dichiarazione di legge marziale nell'intera città, la rastrella da cima a fondo arrestando tutti gli immigrati di fede islamica e confinandoli in uno stadio attrezzato allo scopo. Fra questi, incidentalmente, finisce persino uno dei figli di Frank Haddad.
Hub, con l'aiuto di Sharon e Frank, riuscirà alla fine a scoprire ed eliminare il mandante dei sanguinosi attentati che risulterà poi essere lo stesso Samir, autore di un folle doppio gioco; inoltre arresterà Devereaux, resosi responsabile della tortura e dell'uccisione di un sospettato nel corso delle indagini, facendo poi liberare tutti gli immigrati fatti prigionieri da quest'ultimo, compreso il figlio di Haddad. Sharon, però, in una colluttazione con Samir prima che questi cada sotto i colpi di Hub, perde anch'essa la vita, uccisa da una pallottola del terrorista.

## Riconoscimenti
- Blockbuster Entertainment Award a Bruce Willis come miglior attore non-protagonista